# Kobiele Małe
Kobiele Małe – wieś w Polsce, położona w województwie łódzkim, w powiecie radomszczańskim, w gminie Kobiele Wielkie.
| SIMC    | Nazwa                  | Rodzaj     |
| ------- | ---------------------- | ---------- |
| 0543048 | Hucisko Małokobielskie | przysiółek |
| 0543025 | Kobiele Małe-Kolonia   | część wsi  |
| 0543031 | Olszynki               | część wsi  |

W latach 1975–1998 wieś administracyjnie należała do województwa piotrkowskiego.